# Andrzej Zakrzewski (1950–1996)
Andrzej Janusz Zakrzewski z domu Wawrzon (ur. 12 maja 1950 w Bydgoszczy, zm. 1 listopada 1996 w Olsztynie) – polski dziennikarz i polityk, poseł na Sejm RP I kadencji.

## Życiorys
Ukończył I Liceum Ogólnokształcące im. Cypriana Kamila Norwida w Bydgoszczy. Studiował przez trzy lata na Uniwersytecie Mikołaja Kopernika. Karierę w dziennikarstwie rozpoczął w bydgoskich pismach: „Dziennik Wieczorny” oraz „Ilustrowany Kurier Polski”. W 1985 zamieszkał w Olsztynie, gdzie pracował w „Dzienniku Pojezierza” oraz „Dzienniku Północy”. Przez okres PRL bezpartyjny, pozostawał działaczem NSZZ „Solidarność” w Olsztynie. Współredagował „Olsztyński Kurier Obywatelski” wydawany u progu transformacji.
W wyborach w 1991 uzyskał mandat posła na Sejm I kadencji w okręgu elbląsko-olsztyńskim z listy Polskiej Partii Przyjaciół Piwa (podczas kadencji Sejmu należał do frakcji Duże Piwo i koła Polski Program Gospodarczy, a pod koniec kadencji do klubu Polski Program Liberalny). Zasiadał w Komisji Regulaminowej i Spraw Poselskich, Komisji Samorządu Terytorialnego oraz Komisji Łączności z Polakami za Granicą. Nie ubiegał się o reelekcję w wyborach w 1993.
Żonaty z piosenkarką Ewą Zakrzewską, mieli córkę. Zmarł w 1996. Został pochowany na cmentarzu komunalnym w Dywitach.